# Weihnacht (Album)
Weihnacht ist das zweite Weihnachtsalbum der deutschen Schlagersängerin Andrea Berg aus dem Jahr 2023.

## Titelliste
| #  | Titel                         | Autor(en)             |
| -- | ----------------------------- | --------------------- |
| 1  | Dezembertraum                 |                       |
| 2  | Weihnacht                     |                       |
| 3  | Süss singt der Engelchor      | Trad., Irving Berlin  |
| 4  | Weisser Winterwald            | Trad.                 |
| 5  | Küss mich unterm Mistelzweig  |                       |
| 6  | Es ist wieder Weihnacht       |                       |
| 7  | Schneeflöckchen, Weißröckchen | Trad.                 |
| 8  | Feliz Navidad                 | Trad., José Feliciano |
| 9  | Alle Jahre wieder             | Trad.                 |
| 10 | Denn es ist Weihnachtszeit    | Trad.                 |
| 11 | Der kleine Trommler           | Trad.                 |
| 12 | Stille Nacht                  | Trad.                 |

## Chartplatzierungen
| ChartsChartplatzierungen | Höchstplatzierung | Wochen |
| ------------------------ | ----------------- | ------ |
| Deutschland (GfK)        | 1 (6 Wo.)         | 6      |
| Österreich (Ö3)          | 3 (5 Wo.)         | 5      |
| Schweiz (IFPI)           | 3 (5 Wo.)         | 5      |

| ChartsJahrescharts (2023) | Platzierung |
| ------------------------- | ----------- |
| Deutschland (GfK)         | 59          |
| Österreich (Ö3)           | 61          |